# وحدة إسلامية

الإسلام حسب البلد
السنة
الشيعة
إباضية

الوحدة الإسلامية هي أيديولوجية سياسية تدافع عن وحدة المسلمين لتكون تحت دولة إسلامية واحدة - وغالبًا ما تُعَد خِلافة - أو منظمة دولية ذات مبادئ إسلامية. كشكل من أشكال النزعة الدولية والمعادية للقومية، فإن الإسلاموية تميز نفسها عن الأيديولوجيات القومية، كما في الوحدة العربية، من خلال رؤية الأمة (المُسلمين) كمحور للولاء والتحشيد، لا يتم النظر إلى السلالات والأعراق في أيديولوجية الوحدة الإسلامية. الوحدة الإسلامية تؤمن أن الإسلام مناهض للعنصرية وضد أي شيء يقسم الجنس البشري على أساس العرق.
يعتمد تيار الوحدة الإسلامية علي نصوص من القرآن الكريم والسنة النبوية تدعوا صراحة لوحدة المسلمين بغض النظر عن العرق والأرض واللون وإعتبارهم أمة إسلامية واحدة فيقول الله تعالي: ﴿إِنَّ هَذِهِ أُمَّتُكُمْ أُمَّةً وَاحِدَةً وَأَنَا رَبُّكُمْ فَاعْبُدُونِ﴾، ويقول النبي ﷺ: «لا فرق بين عربي ولا أعجمي ولا أبيض ولا أسود إلا بالتقوى»، ويقول: «المؤمن للمؤمن كالبنيان المرصوص يشد بعضه بعضًا»، ويقول: «المؤمنين في توادهم وتراحمهم وتعاطفهم مثل الجسد إذا اشتكى منه عضو تداعى له سائر الجسد بالسهر والحمي.» «المسلم أخو المسلم لا يظلمه ولا يُسْلمه»
ويعد الولاء والبراء في الإسلام عقيدة أساسية تقوم عليها الوحدة الإسلامية حيث دعي الله تعالي لموالاة ومحبة المؤمنين ومعاداة وبغض الكافرين وإن كانوا من أقرب الناس إلي المرء كالأب أو الأبن أو الأخ أو العشيرة طبقًا لقوله تعالي ﴿قَدْ كَانَتْ لَكُمْ أُسْوَةٌ حَسَنَةٌ فِي إِبْرَاهِيمَ وَالَّذِينَ مَعَهُ إِذْ قَالُوا لِقَوْمِهِمْ إِنَّا بُرَآءُ مِنكُمْ وَمِمَّا تَعْبُدُونَ مِن دُونِ اللَّهِ كَفَرْنَا بِكُمْ وَبَدَا بَيْنَنَا وَبَيْنَكُمُ الْعَدَاوَةُ وَالْبَغْضَاءُ أَبَدًا حَتَّىٰ تُؤْمِنُوا بِاللَّهِ وَحْدَهُ﴾،، ﴿لَّا تَجِدُ قَوْمًا يُؤْمِنُونَ بِاللَّهِ وَالْيَوْمِ الْآخِرِ يُوَادُّونَ مَنْ حَادَّ اللَّهَ وَرَسُولَهُ وَلَوْ كَانُوا آبَاءَهُمْ أَوْ أَبْنَاءَهُمْ أَوْ إِخْوَانَهُمْ أَوْ عَشِيرَتَهُمْ ۚ﴾.

## التاريخ
مصطلح الوحدة الإسلامية لم يكن موجودًا في تاريخ الإسلام.[بحاجة لمصدر] وفقًا لبعض العلماء، فإن أهداف الأيديولوجية تأخذ سنوات الإسلام الأولى - عهد النبي محمد والخلفاء الراشدين - كنموذج له، كما هو معروف أنه خلال هذه السنوات كان العالم الإسلامي قويًا وموحدًا وخاليًا من الفساد.
كان ينظر إلى عموم الوحدة الإسلامية على يد إمبراطوريات البارود والعديد من السلاطنة والممالك. سادس حاكم للإمبراطورية المغولية أورنكزيب، كان قد جمع الفتاوى الهندية، التي من خلالها انتشرت الوحدة الإسلامية بالكامل في جميع أنحاء شبه القارة الهندية.
في العصر الحديث، دافع جمال الدين الأفغاني عن الوحدة الإسلامية حيث سعى إلى الوحدة بين المسلمين لمقاومة احتلال الدول الاستعمارية للأراضي الإسلامية. كانت من مخاوف جمال الدين الأفغاني من أن تقسم القومية العالم الإسلامي وكان يعتقد بأن الوحدة الإسلامية أهم من الهوية العرقية. بالرغم من أنه يوصف أحيانًا بأنه «ليبرالي»،  لم يدافع الأفغاني عن حكومة دستورية ولكنه تصور ببساطة الإطاحة بالحكام الفرديين الذين كانوا متساهلين أو خاضعين للأجانب، واستبدالهم برجال أقوياء ووطنيين. في مراجعة المقالات النظرية لصحيفته التي اتخذت من باريس مقراً لها، لم يكن يُفضل الديمقراطية السياسية أو البرلمانية، وذلك وفقًا لسيرته الذاتية.
ارتبطت الوحدة الإسلامية في عالم ما بعد الاستعمار بقوة بالإسلام. شدد الإسلاميون البارزون، مثل سيد قطب وأبو الأعلى المودودي وآية الله الخميني، جميعهم على اعتقادهم بأن العودة إلى الشريعة ستجعل الإسلام متحدًا وقويًا مرة أخرى. إذ أن التطرف داخل الإسلام يعود إلى القرن السابع الميلادي إلى الخوارج. استطاع الخوارج من وضعهم السياسي الأساسي أن يطوروا عقائد متطرفة تميزهم عن كل من المسلمين السنة والشيعة. وقد لوحظ على وجه الخصوص الخوارج لاعتمادهم نهجًا جذريًا تجاه التكفير، حيث أعلنوا أن المسلمين الذين ليسوا على نهجهم غير مؤمنين، وبالتالي اعتبروهم يستحقون الموت.
في فترة إنهاء الاستعمار بعد الحرب العالمية الثانية، طغت القومية العربية على الإسلاموية التي نددت بالقومية باعتبارها غير إسلامية. في العالم العربي، كانت الأحزاب العربية العلمانية - الأحزاب البعثية والناصرية - لها فروع في كل بلد عربي تقريبًا، واستولت على السلطة في مصر وليبيا والعراق وسوريا. تعرض الإسلاميون لقمع شديد؛ مفكرها الرئيسي سيد قطب، سُجن وتعرض للتعذيب وأُعدِم فيما بعد. رأى الرئيس المصري جمال عبد الناصر فكرة الوحدة الإسلامية تهديدًا للقومية العربية.
في الخمسينيات من القرن الماضي، شنت الحكومة الباكستانية حملات حثيثة لتشجيع الوحدة بين المسلمين والتعاون بين الدول الإسلامية. لكن استجابة معظم الدول الإسلامية لهذه المساعي الباكستانية لم تكن مشجعة. كان القادة الباكستانيون، الذين لديهم خبرة في شدة الصراع الهندوسي الإسلامي في جنوب آسيا أثناء الحركة الباكستانية يؤمنون ببر قضيتهم، وبينما يتصورون الإسلام بحماس في السياسة الخارجية، فشلوا في فهم أن الإسلام لم يلعب الدور نفسه في البرامج القومية لمعظم دول الشرق الأوسط. شككت العديد من الدول الإسلامية في أن باكستان تتطلع إلى قيادة العالم الإسلامي.
في أعقاب هزيمة الجيوش العربية في حرب 1967، بدأت الإسلاموية والوحدة الإسلامية في عكس اتجاههما النسبي في الشعبية مع القومية والوحدة العربية. أقنعت الأحداث السياسية في العالم الإسلامي في أواخر الستينيات العديد من الدول الإسلامية بتغيير أفكارها السابقة والاستجابة الإيجابية لهدف باكستان المتمثل في الوحدة الإسلامية. تخلّى عبد الناصر عن معارضته لمنصة إسلامية، وسهّلت هذه التطورات مؤتمر القمة الأول لرؤساء الدول المسلمين في الرباط عام 1969. وقد تحول هذا المؤتمر في نهاية المطاف إلى هيئة دائمة تسمى منظمة المؤتمر الإسلامي.
في عام 1979، أطاحت الثورة الإيرانية بالشاه محمد رضا بهلوي من السلطة، وبعد عشر سنوات قام المجاهدون الأفغان المسلمون، بدعم كبير من الولايات المتحدة، بطرد الاتحاد السوفيتي من أفغانستان. اعتنق المسلمون السنة الإسلاميون مثل المودودي والإخوان المسلمين فكرة إنشاء الخلافة الجديدة، على الأقل كمشروع طويل الأجل. اعتنق القائد الشيعي روح الله الخميني أيضًا دولة إسلامية متحدة فوقية لكنه رأى أن يقودها باحث ديني شيعي من ولاية الفقيه.
حفزت هذه الأحداث الإسلاميين في جميع أنحاء العالم وزادت شعبيتهم مع الجمهور الإسلامي. في جميع أنحاء الشرق الأوسط، وخاصة مصر، تحدى مختلف فروع جماعة الإخوان المسلمين تحديًا كبيرًا ضد الحكومات العلمانية القومية أو الملكية الإسلامية.
في باكستان، كانت الجماعة الإسلامية تتمتع بدعم شعبي وخاصة منذ تشكيل مجلس العمل المتحد، وفي الجزائر كان من المتوقع أن تفوز جبهة الإنقاذ الإسلامي بالانتخابات الملغاة في عام 1992. منذ انهيار الاتحاد السوفياتي، ظهر حزب التحرير باعتباره قوة إسلامية في آسيا الوسطى وفي السنوات الخمس الأخيرة تلقى بعض الدعم من العالم العربي.
كان رئيس الوزراء التركي ومؤسس حركة ميلو غوروش نجم الدين أربكان مؤيدًا مؤخرًا للوحدة الإسلامية، ودافع عن فكرة الاتحاد الإسلامي واتخذ خطوات في حكومته نحو هذا الهدف من خلال إنشاء مجموعة الدول الثماني الإسلامية النامية في عام 1996، والتي تشكلت من تركيا ومصر وإيران وباكستان وإندونيسيا وماليزيا ونيجيريا وبنغلاديش. كانت رؤيته هي الوحدة التدريجية للدول الإسلامية من خلال التعاون الاقتصادي والتكنولوجي على غرار الاتحاد الأوروبي من خلال عملة نقدية واحدة (دينار إسلامي)، وكذلك مشاريع الفضاء والدفاع المشتركة، وتطوير تكنولوجيا البتروكيماويات، وشبكة الطيران المدني الإقليمية والاتفاق التدريجي على قيم الديمقراطية. على الرغم من أن المنظمة اجتمعت على المستويات الرئاسية والحكومية واستمرت مشاريع التعاون المعتدل حتى الآن، فقد فُقد الزخم على الفور عندما أسقط ما يسمى بانقلاب ما بعد الحداثة في 28 فبراير / شباط 1997 حكومة أربكان.